# Solanum simplicissimum
Solanum simplicissimum là loài thực vật có hoa trong họ Cà. Loài này được Ochoa miêu tả khoa học đầu tiên năm 1989.